# Julius Edgar Lilienfeld

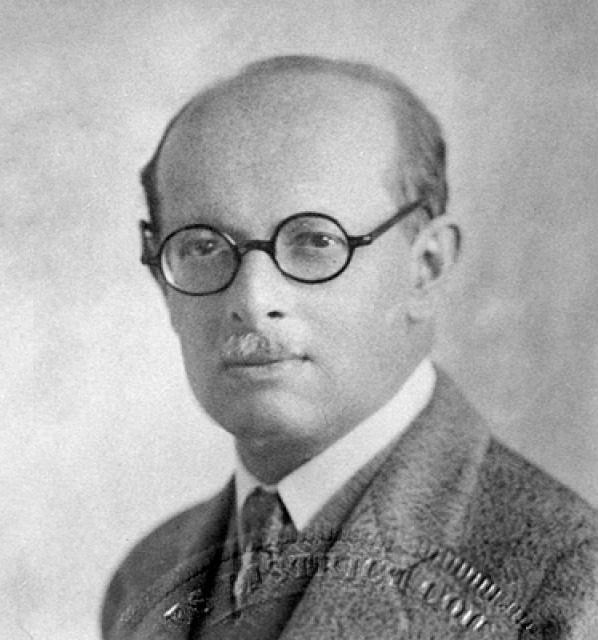
Julius Edgar Lilienfeld (Passbild seines US-amerikanischen Ausweises, also aus der Zeit ab 1934)

Julius Edgar Lilienfeld (* 18. April 1882 in Lemberg; † 28. August 1963 in Charlotte Amalie, Virgin Islands) war ein US-amerikanischer Physiker österreichisch-ungarischer Herkunft. Er entdeckte 1925 das Prinzip des Feldeffekttransistors.

## Leben und Werk
Lilienfelds Vater war der Rechtsanwalt Sigmund Lilienfeld, seine Mutter Sarah Jampoler Lilienfeld. Julius Edgar Lilienfeld absolvierte in Lemberg die Oberrealschule und schrieb sich 1899 als Student der Technischen Hochschule zu Charlottenburg für das Studium des Maschinenbaus ein. Nach einem Jahr wechselte er für den Zeitraum 1900–1904 an die Friedrich-Wilhelms-Universität in Berlin, wo er an der philosophischen Fakultät immatrikuliert war, aber hauptsächlich experimentelle Physik studierte (u. a. bei Ferdinand Georg Frobenius, Jacobus Henricus van ’t Hoff, Johannes Knoblauch, Max Planck und Emil Warburg).
1902 veröffentlichte er einen Aufsatz Versuch einer strengen Fassung des Begriffes der mathematischen Wahrscheinlichkeit in der Zeitschrift für Philosophie und philosophische Kritik. Er wurde am 18. Februar 1905 mit der Dissertation Über eine allgemeine und hervorragend empfindliche Methode zur spektralen qualitativen Elementaruntersuchung von Gasgemischen promoviert. Ab 1905 arbeitete er am Institut für Physik der Universität Leipzig und beschäftigte sich dort unter anderem mit der Herstellung von verflüssigten Gasen. Im Jahr 1910 habilitierte er sich mit der Arbeit Die Elektrizitätsleitung im extremen Vakuum. Zu dieser Zeit beschäftigte er sich intensiv mit der Erzeugung von Röntgenstrahlung und besaß Patente auf einen Typ von Röntgenröhre, die eine Glühkathode verwendet und als Coolidge-Röhre bekannt wurde.
1919 beschrieb er erstmals eine für das menschliche Auge sichtbare grau-weiße Strahlung bei Röntgenröhren, die nach ihm benannte „Lilienfeldstrahlung“. Sie konnte erst später als eine Form der Übergangsstrahlung erklärt werden, die 1946 von Witali Lasarewitsch Ginsburg und Ilja Michailowitsch Frank beschrieben wurde.
Er entwickelte 1925 den Feldeffekttransistor. Obwohl das zum Bau eines funktionsfähigen Transistors notwendige reine Halbleitermaterial damals fehlte, beschrieb er Konstruktion und Funktion von Transistoren bereits genau. R. G. Arns zitiert die Arbeit von Bret Crawford (1991), der Anzeichen dafür gefunden haben will, dass Lilienfeld die von ihm patentierten Elemente auch hätte bauen können. Es ist außerdem erwiesen, dass die US-amerikanischen Entwickler des Transistors die entsprechenden Lilienfeld-Patente kannten. Unterlagen beweisen, dass William B. Shockley und Pearson funktionierende Transistoren gebaut haben, die auf den Patenten von Lilienfeld und Oskar Heil basieren. Sie unterließen es, diese grundlegenden Lilienfeld-Patente in ihren Veröffentlichungen, späteren Forschungsberichten oder historischen Berichten zu erwähnen.
1927 wanderte Lilienfeld auch wegen des zunehmenden Antisemitismus endgültig in die USA aus, die er von früheren Arbeitsaufenthalten her bereits kannte. Am 2. Mai 1926 hatte er Beatrice Ginsburg geheiratet. Sie lebten in Winchester (Massachusetts). Lilienfeld war Leiter der Ergon Research Laboratories in Malden. 1934 wurde er US-Staatsbürger. Davor besaß er erst die österreichisch-ungarische Staatsbürgerschaft (mindestens bis 1910), später die polnische Staatsbürgerschaft (sein Geburtsort Lemberg gehörte seit Ende 1918 zu Polen), Ab 1935 lebte er mit seiner Frau in einem Haus auf der Karibikinsel Saint Thomas, um einer Allergie, die mit Weizenfeldern einherging, zu entgehen. Zahlreiche Reisen führten ihn auf das Festland, um neue Ideen zu testen. Er meldete insgesamt 15 deutsche und 60 US-Patente an und kämpfte bis zu seinem Tod für die Durchsetzung seiner Patentrechte.
Seit 1989 wird der Julius-Edgar-Lilienfeld-Preis vergeben, der 1988 von der Witwe, Beatrice Lilienfeld, gestiftet wurde.

## Patente (Auswahl)
Lilienfeld besaß 15 deutsche und 60 US-Patente.
- Patent  CA272437: Electric Current Control Mechanism. Angemeldet am 22. Oktober 1925, veröffentlicht am 19. Juli 1927, Erfinder: Julius Edgar Lilienfeld (Eintrag beim kanadischen Patentamt).‌
- Patent  US1745175: Method and Apparatus For Controlling Electric Currents. Veröffentlicht am 28. Januar 1930, Erfinder: Julius Edgar Lilienfeld.‌
- Patent  US1900018: Device for controlling electric current. Angemeldet am 28. März 1928, Erfinder: Julius Edgar Lilienfeld (Dünnfilm-MOSFET).‌
- Patent  US1877140: Amplifier for electric currents. Angemeldet am 8. Dezember 1928, Erfinder: Julius Edgar Lilienfeld (Halbleiterversion der Vakuumröhre).‌
- Patent  US2013564: Electrolytic condenser. Angemeldet am 29. August 1931, Erfinder: Julius Edgar Lilienfeld (Elektrolytkondensator).‌